# Таму
Масивът Та̀му е изгаснал подводен щитовиден вулкан в северозападната част на Тихия океан, 1600 km източно от Япония, най-големият (по площ) известен вулкан на Земята и един от най-големите в Слънчевата система.
Масивът Таму е с размери приблизително 450 на 650 km, висок е около 4,5 km и има връх на 2 km под морското равнище. За разлика от повечето подводни планини и вулкани, склоновете на масива Таму са много по-полегати – дори на върха ъгълът на наклон е не повече от 1°. Площта на масива Таму, която надхвърля 260 000 km², е 50 пъти по-голяма от площта на най-големия активен вулкан на Земята Мауна Лоа на остров Хаваи и е сравнима с площта на Британски острови. Според професора по геология Уилям Сейджър масивът Таму е „от същия клас“ като най-високия вулкан в Слънчевата система, марсианския Олимп. Съставен от базалтови скали, Таму е най-старата и най-голяма част от подводното плато, известно като платото Шатски. Смята се, че е изгаснал малко след образуването си, преди приблизително 145 милиона години.
Масивът Таму получава името си от съкратеното название на Тексаския университет A&M (на английски: Texas A&M University — на английски: TAMU), сътрудник на който тогава е Уилям Сейджър, професор по геология и един от водещите учени, изучаващи вулкана. Проучванията на масива, които правят възможно да се установи вулканичната му природа, включват сондиране на океанското дъно от кораба JOIDES Resolution по „Интегрирана програма за сондиране в океана“ и сеизмично проучване (използвайки метода на отразените вълни) от кораба Marcus Langseth. Именно сеизмичните данни позволяват да се опровергае хипотезата, че масивът Таму е образуван от втвърдена лава, изригнала едновременно от няколко вулкана, и да се установи, че цялата изригнала лава е изтекла от един източник. От 2013 г. се е смятало, че масивът Таму е щитовиден вулкан, но проучването, публикувано през 2019 г., предполага, че той е продукт на спрединг – постепенното раздалечаване на литосферните плочи под налягане магмата.